# Audition
Audition är ett uttagningsprov (scenprov, provsjungning eller provspelning) för artister. Den är en systematisk talang- och utseendebaserad rollbesättning (även rollsättning) som används för att rekrytera sångare, skådespelare, dansare eller musikalartister till ensemble och huvudroller i olika former av scen- och TV-produktioner. Ordet förekommer även för intagningsprov vid artistutbildningar.

## Uttagningsprocessen
En audition kan bestå av flera uttagningsprov med gallringar emellan varje steg. Blir man återkallad till nästa steg i en audition kallas det callback eller recall. En audition kan sträcka sig över några timmar till flera veckor och vid stora prov händer det att man kan bli återkallad för fortsatt prov en annan dag. Vid en audition förekommer en enväldig jury som kan bestå av regissör, koreograf, producent och liknande. Deltagaren ombeds att framföra en sång, koreografisk kombination, monolog eller improvisation, antingen solo eller i grupp med andra deltagare. De deltagare som juryn anser passar till de tilltänkta rollerna blir informerade under processens gång. 
I filmsammanhang görs rollsättningen istället av en rollsättare, ofta inför en kamera, och kallas då för rollbesättning (casting inom branschen).

## Vedertagna auditionuttryck
För att ge instruktioner om placering till deltagarna under uttagningen används ofta engelska uttryck, i synnerhet vid dansprov då många av deltagarna (på grund av dansens språkfrihet) kan komma från många olika länder. Uttryck som downstage left betyder alltså "nere vid scenkanten på juryns (publikens) vänstra sida" (vilket blir högra sidan ur deltagarens perspektiv).
- Callback - att bli kallad tillbaka till nästa steg (Br. eng.).
- Recall - att bli kallad tillbaka till nästa steg (Am. eng.).
- Downstage - del av scenen närmast publiken (down eftersom scenen lutar neråt mot publiken).
- Upstage - del av scenen längst bort mot fonden (up eftersom scenen lutar uppåt mot fonden).
- Centerstage - scenens mitt utifrån juryns perspektiv.
- Right - scenens högra del utifrån juryns perspektiv.
- Left - scenens vänstra del utifrån juryns perspektiv.

Vid dansprover används även dansspråk för att ge instruktioner (exempelvis plié, pas de bourré, passé etc.) och vid sång- och musikprov musikspråk (ad libitum, rubato etc.).

## Språkvård
Ordet audition är ett direkt lånord från engelskan men härstammar från latinets "audire" som betyder "höra" och kan närmast översättas till "provsjungning" på svenska. Ordets betydelse är dock mycket mer omfattande än bara sångprov eftersom det i hög utsträckning även används istället för exempelvis teater-, dans- och intagningsprov. Enligt Språkrådet ska ordet ha ett svenskt uttal som liknar andra svenska ord som "station", med betoning på o. Vidare rekommenderas pluralformen "auditioner" samt bestämda formen "auditionen/auditionerna". Större delen av underhållningsbranschen uttalar och skriver dock ordet på engelskt vis (audition/auditions).